# Orto botanico dell'Università di Ferrara
L'Orto botanico dell'Università di Ferrara è una istituzione del Sistema Museale di Ateneo dell'Università degli Studi di Ferrara. Si trova nel giardino del Palazzo Turchi di Bagno al quale si accede da corso Porta Mare 2b.

## Storia
Fu fondato nel 1771 dopo la concessione per tutte le Università di istituire un orto botanico per gli esperimenti accademici, a quel tempo chiamato "giardino dei semplici". Nonostante l'istituzione dell'orto botanico sia posteriore rispetto alla fondazione dell'Università estense (1391) le attività di ricerca della facoltà di medicina erano già fiorenti, grazie anche alla presenza alla corte estense di importanti figure legate alle scienze mediche come Berengario da Carpi, Niccolò Leoniceno, Giovanni Manardo, Antonio Musa Brasavola e Gabriele Falloppio. La prima sede fu nel cortile del Palazzo Paradiso che ospitava l'antica sede dell'università.
Dalla fine dell'Ottocento sino al 1919 la direzione fu affidata al prof. Carlo Massalongo, eminente studioso, che però non riuscì ad evitare lo spostamento dell'orto da via Paradiso a via Scandiana, una zona che risultò subito inadatta alle attività botaniche. Nel 1925 l'orto venne nuovamente riportato nella sua sede originale fino a quando venne definitivamente insediato, nel 1963, nel giardino di Palazzo Turchi di Bagno e nel palazzo vi fu sistemato il dipartimento universitario di botanica. Ospita numerose specie vegetali sia all'aperto sia in serra.

## Struttura e composizione
Le zone dedicate all'esposizione all'aperto delle piante ricoprono un'area di 4.500 mq ospitando circa 700 specie. Le aree espositive sono delimitate da numerose aiuole che identificano tre sezione dedicate alle tipologie di piante: 
- l'area sistematica suddivide le piante in base alle classificazioni per gruppo di appartenenza individuando così i quattro settori ospitanti le pteridofite, le gimnosperme, le angiosperme e le dicotiledoni arboree;
- l'area delle piante utili ospita particolari tipi di piante suddivise in base all'utilità per l'uomo, suddivisa nei settori del "giardino frutteto", "piante di uso antropico vario", "piante aromatiche" e "piante medicinali";
- l'area dei giardini a tema comprende piante ornamentali raccolte in piccoli giardini tematici fra i quali il "giardino roccioso", l'"angolo ombroso", il "giardino mediterraneo", il "giardino inglese", le "piante acquatiche e igrofile", il "giardino italiano" e il "giardino giapponese".

L'orto botanico è costituito anche da tre serre aventi un'area di 243 m2 al cui interno vengono ricoverate piante particolarmente importanti per gli studi e le ricerche e contano circa 1.300 specie tropicali e subtropicali. Nel periodo di bella stagione queste piante vengono spostate nelle aree espositive all'esterno arrivando così a creare una quarta sezione detta delle piante esotiche che comprende felci, piante sensitive, piante succulente, piante epifite, piante carnivore, piante officinali, piante delle regioni tropicali e subtropicali, e piante dell'Estremo Oriente.
Dal 2004 è attiva una quinta sezione dedicata alla flora protetta comprendenti le piante rare acquatiche, piante rare terrestri, e piante rare alofile e psammofile.